# دارل ای. پوزی
دارل ادیسون پوزی (۱۴ مارس ۱۹۴۷–۶ مارس ۲۰۰۱) یک انسان‌شناس و زیست‌شناس آمریکایی بود که به مطالعه دانش سنتی جمعیت‌های بومی و عامیانه در برزیل و دیگر کشورها حیات بخشید. او رویکرد خود را مردم‌زیست‌شناسی نامید و تحقیق را با احترام به فرهنگ‌های دیگر، به‌ویژه حقوق مالکیت معنوی بومی، ترکیب کرد.
یک آگهی بزرگداشت مرگ او را به عنوان «انسان‌شناسی که جدایی علمی را کنار گذاشت تا برای حقوق مردمان بومی مبارزه کند» توصیف می‌کند. او هرگز ازدواج نکرد و پدر و مادر و برادرش به یادگار ماندند. او بر اثر تومور مغزی در سن ۵۳ سالگی در آکسفورد انگلستان درگذشت که پس از سال ۱۹۹۲ خانه خود را در آنجا ساخته بود.